# Лазетич, Марко
Ма́рко Лазе́тич (серб. Марко Лазетић; родился 22 января 2004, Белград, Сербия и Черногория) — сербский футболист, нападающий клуба «Абердин».

## Футбольная карьера
Марко — уроженец Белграда, столицы Сербии. Воспитанник клуба «Црвена Звезда». 29 ноября 2020 года дебютировал в сербском чемпионате в поединке против «Рада», выйдя на замену на 76-й минуте вместо Ричмонда Боакье. В феврале 2021 года отправился в аренду до конца сезона в клуб «Графичар», являюшийся фарм-клубом Црвены и выступавший в Первой лиге Сербии. 21 февраля 2021 года дебютировал за новый клуб поединком против «Динамо Вране». 29 марта 2021 года забил свой первый мяч в профессиональном футболе в ворота «Борача» из Чачака. Всего за «Графичар» сыграл 14 игр, забил 4 мяча.
В марте 2021 года Марко продлил контракт с «Црвеной Звездой» на три года.
Выступал за сборную Сербии среди юношей до 16 лет.
27 января 2022 года, через пять дней после своего 18-летия, Лазетич присоединился к клубу Серии А «Милан» за около 4 миллионов евро, подписав контракт до июня 2026 года. Он получил футболку с номером 22, и он был зачислен как игрок первой команды. Он дебютировал за первую команду 19 апреля в матче против «Интера», выйдя на замену на 86-й минуте. 22 мая 2022 года, когда «Милан» выиграл чемпионат в последний игровой день сезона Серии А, Марко был награжден медалью победителя, несмотря на то, что не играл в чемпионате.
24 августа 2023 года перешёл на правах аренды в нидерландский клуб «Фортуна».

## Статистика

### Клубная
| Клуб             | Сезон                    | Чемпионат                | Чемпионат | Чемпионат | Национальный кубок | Национальный кубок | Еврокубки | Еврокубки | Другие | Другие | Всего | Всего |
| Клуб             | Сезон                    | Лига                     | Игры      | Голы      | Игры               | Голы               | Игры      | Голы      | Игры   | Голы   | Игры  | Голы  |
| ---------------- | ------------------------ | ------------------------ | --------- | --------- | ------------------ | ------------------ | --------- | --------- | ------ | ------ | ----- | ----- |
| Црвена Звезда    | 2020-21                  | Суперлига Сербии         | 1         | 0         | 0                  | 0                  | 0         | 0         | 0      | 0      | 1     | 0     |
| → Графичар       | 2020-21                  | Первая лига Сербии       | 14        | 4         | 0                  | 0                  | —         | —         | 0      | 0      | 14    | 4     |
| Црвена Звезда    | 2021-22                  | Суперлига Сербии         | 14        | 1         | 0                  | 0                  | 2         | 0         | 0      | 0      | 16    | 1     |
| Црвена Звезда    | Всего за «Црвена Звезда» | Всего за «Црвена Звезда» | 15        | 1         | 0                  | 0                  | 2         | 0         | 0      | 0      | 17    | 1     |
| Милан            | 2021-22                  | Серия A                  | 0         | 0         | 1                  | 0                  | 0         | 0         | 0      | 0      | 1     | 0     |
| Милан            | 2022-23                  | Серия A                  | 1         | 0         | 0                  | 0                  | 0         | 0         | 0      | 0      | 1     | 0     |
| Милан            | Всего за «Милан»         | Всего за «Милан»         | 1         | 0         | 1                  | 0                  | 0         | 0         | 0      | 0      | 2     | 0     |
| Всего за карьеру | Всего за карьеру         | Всего за карьеру         | 30        | 5         | 1                  | 0                  | 2         | 0         | 0      | 0      | 33    | 5     |